# Dubbelconcert voor viool en cello (Rorem)
Ned Rorem componeerde zijn Dubbelconcert voor viool, cello en orkest in 1998.

## Geschiedenis
Rorem is al meer dan 25 jaar bevriend met het muzikantenechtpaar Jaime Laredo (viool) en Sharon Robinson (cello). Dat echtpaar is een ware promotor voor de kamermuziek van Rorem. Vandaar dat hij al eerder een vioolconcert voor Laredo had geschreven en een werk voor solocello voor Robinson. 
In 1998 leek de tijd rijp voor een concert waarin zij beide konden schitteren. Hij kreeg daartoe uiteindelijk een opdracht van het echtpaar Jane en Andrew Paine om een dergelijke compositie te schrijven voor genoemd echtpaar en het Indianapolis Symphony Orchestra en het Schots Kamer Orkest. De première van de compositie vond plaats op 15 oktober 1998.    

## Compositie
Alhoewel het een dubbelconcert is, is er nauwelijks een strijd tussen de solisten onderling tegenover het orkest. Eerder zijn ze allemaal op één hand. Rorem deelt dan ook mee dat het weliswaar een dubbelconcert is genoemd, maar eigenlijk meer een verzameling muziekstukken voor viool, cello en orkest. Om de totale compositie toch een naam te geven koos hij voor dubbelconcert. Ook de namen van de delen van de compositie moeten volgens de componist alleen maar een indicatie geven; het is niet de bedoeling geweest programmamuziek te schrijven.

### Delen
De delen zijn ook niet klassiek:
1. Morning;
2. Adam and Eve;
3. Mazurka;
4. Staying on alone;
5. Their accord;
6. Looking;
7. Conversation at midnight;
8. Flight.

Toch is hier sprake van traditionele klassieke muziek ; haast behorend tot de romantiek; de soli van viool en met name cello zijn af en toe lyrisch. Echter je hoort direct aan onder meer bezetting en tempowisselingen, dat dit geen compositie is uit die tijd. Het laatste deel Flight steekt qua modernheid af tegen de rest, maar dan wel weer met een klassiek slot.

### Bezetting
- 2 fluiten
- 2 klarinetten
- 2 hobo's
- 2 fagotten
- 4x koper en strijkers.

Rorem kwam in de loop van de tijd erachter dat hij additionele instrumenten als harp en slagwerk steeds meer als decoratie ging dienen en niets (meer) toevoegden.
De compositie duurt ongeveer 32 minuten.